# 富山県道111号大家庄上飯野線
富山県道111号大家庄上飯野線（とやまけんどう111ごう おおいえのしょうかみいいのせん）は、富山県下新川郡朝日町から同郡入善町に至る一般県道である。

## 概要

### 路線データ
- 起点：富山県下新川郡朝日町大家庄（富山県道106号北羽入入善線交点）
- 終点：富山県下新川郡入善町上飯野（富山県道110号高畠上飯野線・富山県道150号魚津入善線交点）
- 実延長：8,262m

## 沿革
- 1960年（昭和35年）4月23日 - 認定[1]

## 通過する自治体
- 富山県
  - 下新川郡朝日町 - 下新川郡入善町

## 接続する道路
- 富山県道106号北羽入入善線（起点：朝日町大家庄）
- 富山県道326号金山古黒部線（朝日町金山）
- 富山県道108号舟見入善線（朝日町窪田 - 入善町小杉で重複）
- 富山県道63号入善宇奈月線（町新屋交差点）
- 富山県道327号新屋上野線（一宿東交差点）
- 富山県道114号青木吉原線（一宿交差点）
- 富山県道116号小摺戸芦崎線（入善町青木 - 入善町福島新で重複）
- 富山県道110号高畠上飯野線・富山県道150号魚津入善線（終点：上飯野交差点）

## 周辺
- 北陸自動車道 入善スマートインターチェンジ
- 朝日桜町郵便局
- 黒部川
- 小川
- 入善町中央公園